# کورسمندر زمین‌کن مکزیکی
کورسمندر زمین‌کن مکزیکی (نام علمی: Dermophis mexicanus) نام یک گونه از تیره کورسمندرهای زنده‌زا است. کورسمندر زمین‌کن مکزیکی گونه‌های تهدید شده و آسیب‌پذیر است.